# Tel Megiddo
Tel Megiddo (tiếng Hebrew: מגידו; tiếng Ả Rập: مجیدو, Tell al-Mutesellim, lit. "Gò của Thủ lĩnh"; tiếng Hy Lạp: Μεγιδδώ, Megiddo) là một địa điểm của thành phố cổ Megiddo, tàn tích của một gò khảo cổ (tell) nằm ở phía bắc Israel gần Kibbutz Megiddo, cách Haifa khoảng 30 km về phía đông nam. Megiddo được biết đến với tầm quan trọng về lịch sử, địa lý và thần học, đặc biệt là dưới tên Hy Lạp Armageddon trong sách Khải Huyền. Trong thời đại đồ đồng, Megiddo là thành bang Canaanite quan trọng và trong thời đại đồ sắt nó là một thành phố hoàng gia ở Vương quốc Israel. Megiddo có tầm quan trọng nhờ vị trí chiến lược của nó ở đầu phía bắc của thung lũng Wadi Ara, hoạt động như một lối đi qua núi Carmel, và từ vị trí của nó có thể dễ dàng nhìn ra thung lũng Jezreel trù phú ở phía tây. Các cuộc khai quật đã cho thấy 26 lớp tàn tích kể từ thời đại đồ đồng đá, cho thấy một thời gian dài nó là khu định cư. Địa điểm này hiện được bảo vệ trong vườn quốc gia Megiddo và là một phần của Di sản thế giới được UNESCO công nhận.